# إيزابيل ثورب
إيزابيل ثورب (من مواليد 4 مارس 2001) هي لاعبة سباحة متزامنة بريطانية فازت بالميدالية الفضية في الألعاب الأولمبية الصيفية 2024 في الثنائي. شاركت في حدث ثنائي السيدات في دورة الألعاب الأولمبية الصيفية 2020 التي أقيمت في طوكيو باليابان. كما مثلت بريطانيا العظمى بريطانيا في بطولة العالم للرياضات المائية 2017 في بودابست، المجر وفي بطولة العالم للرياضات المائية 2019 في جوانججو، كوريا الجنوبية. كما تنافست في بطولة العالم للرياضات المائية 2022 في بودابست، المجر.
أصبحت السباحة إيزي ثورب وكيت شورتمان أول بريطانيتين تفوزان بميدالية ثنائية في بطولة العالم للسباحة بعد حصولهما على الميدالية الفضية وسجل الثنائي وكلاهما يبلغ من العمر 22 عاما، 259.560 نقطة في منافساتهما النهائية ضمن بطولة العالم للرياضات المائية 2024 في الدوحة.

## روابط خارجية
- إيزابيل ثورب في اللجنة الأولمبية الدولية
- إيزابيل ثورب في موقع أوليمبيديا